# Seniorat Nowy Jork-New Jersey PNKK
Seniorat Nowy Jork-New Jersey PNKK (New York-New Jersey Seniorate) – seniorat (dekanat) diecezji centralna Polskiego Narodowego Kościoła Katolickiego w USA i Kanadzie (PNKK) położony w Stanach Zjednoczonych Ameryki Północnej. Parafie senioratu znajdują się w stanie Nowy Jork oraz New Jersey. W skład senioratu wchodzą dwie parafie etniczne: Słowackiego Narodowego Kościoła Katolickiego i parafia czeska. Parafie te zachowują pewnego rodzaju specyfikę i niezależność. Seniorem (dziekanem) senioratu jest ks. Grzegorz Młudzik z Wallington.

## Parafie senioratu Nowy Jork-New Jersey
- parafia Najświętszego Serca Pana Jezusa w Bayone, proboszcz: ks. Edward Czudak
- parafia św. Krzyża w Commack, proboszcz: ks. Wiesław Pietruszka
- parafia Zmartwychwstania Pańskiego w Dunellen, proboszcz: ks. Mariusz Zochowski
- parafia św. Franciszka w East Meadow, proboszcz: ks. Andrzej Koterba
- parafia Narodzenia Pańskiego w Howell, proboszcz: ks. Mariusz Zochowski
- parafia św. Trójcy i św. Józefa w Linden, proboszcz: ks. Jan Kość
- parafia św. Piotra i Pawła w New Jersey, proboszcz: ks. Stanisław Skrzypek
- parafia Zmartwychwstania Pańskiego w Nowym Jorku, proboszcz: ks. Józef Kołek
- parafia św. Krzyża w Woodland Park, proboszcz: ks. Józef Cyman
- parafia Przemienienia Pańskiego w Wallington, proboszcz: ks. sen. Grzegorz Młudzik

### Parafie etniczne
- narodowa parafia etniczna dla Czechów:
  - parafia św. Cyryla i Metodego w Perth Amboy, proboszcz: ks. Mariusz Zochowski
- Słowacki Narodowy Kościół Katolicki:
  - parafia Najświętszego Imienia Pana Jezusa w Passaic, proboszcz: ks. Marian Tarnowski